# Martha Van Coppenolle
Martha Van Coppenolle (Merksem, 13 april 1912 – Antwerpen, 22 september 2004) was een Vlaams-Belgische grafisch ontwerper, illustrator en beeldend kunstenaar. Ze staat bekend als een van de meest invloedrijke Vlaamse illustratoren uit de twintigste eeuw. Van Coppenolle ontwierp de affiche voor de Wereldtentoonstelling van Antwerpen in 1930. Ze won verschillende onderscheidingen voor haar kortfilms in de SCM Small Film Club in Mortsel.

## Biografie
Al op jonge leeftijd toonde Van Coppenolle een grote belangstelling voor kunst. Tijdens de Eerste Wereldoorlog vluchtten Martha Van Coppenolle en haar moeder Helena Van Immerzeel naar Engeland. Haar vader Octaaf Van Coppenolle deed dienst in het Belgische leger. Ze deed haar studies aan het Technisch Instituut Sint-Maria in de stad Antwerpen. In 1930 kon ze met hoge cijfers afstuderen.
In de periode van 1930 tot 1955 illustreerde Van Coppenolle meer dan 40 boeken en ontving ze eervolle vermeldingen voor deze werken. In 1943 trouwde ze met Herman de Meester. Het koppel kreeg twee kinderen: Antony Masters, een Canadese grafisch ontwerper en typograaf, en Axel de Meester, een Belgische fotograaf.
Na de Tweede Wereldoorlog begon ze les te geven aan het Technisch Instituut Sint-Maria.
Ze overleed op 22 september 2004 op 92-jarige leeftijd in Antwerpen, België.

## Werk
Toen ze in 1930 afstudeerde, ontwierp Van Coppenolle de affiche voor de Wereldtentoonstelling van Antwerpen. In het begin van haar carrière werkte ze voornamelijk als illustrator van boeken voor kinderen en volwassenen. Ze werkte als ontwerper en ontwikkelde posters voor advertenties. Ook ontwierp ze ooit de verpakking voor de beroemde koekjes Antwerpse Handjes. Haar werk valt te situeren binnen de toen populaire art-deco-stijl. 

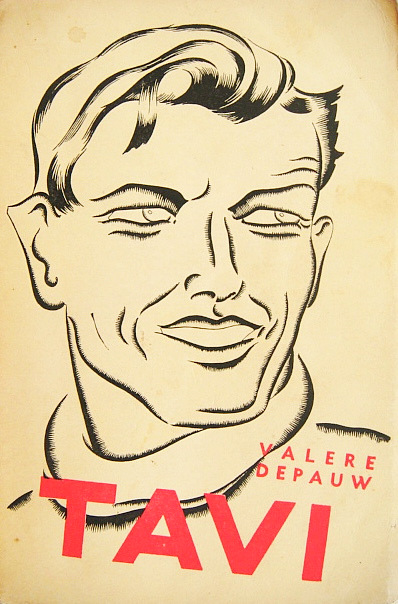
Omslag voor Tavi van Valère Depauw (1937) ontworpen door Martha Van Coppenolle

Van Coppenolle ontwierp eerst illustraties voor boeken van Ernest Claes (De Fanfare, De St. Jansvrienden en De Geschiedenis van Black). Na met hem gewerkt te hebben, begon ze de boeken van Karel Jonckheere (Cargo, Tierra Caliente en De Zevende Haven) te illustreren.
Daarnaast maakte ze illustraties of omslagontwerpen voor boeken van vele andere auteurs, zoals Stijn Streuvels, Guido Gezelle, Valère Depauw, Aster Berkhof, Theo Bogaerts, Jan Boschmans, Jozef Simons, Anton van de Velde, Aimé de Cort, Fritz Reuter, T. Lindekruis en Gaston Duribreux.
Op die manier maakte ze kennis met vele uitgevers. Dat leidde in 1936 tot de ontwerpopdracht voor het omslag voor Het boek in Vlaanderen, het reclameboek van de Vlaamse Boekenweek. Tussen 1936 en 1949 illustreerde Van Coppenolle de zesdelige serie De Geschiedenis van Vlaanderen van Robert Van Roosbroeck.
Na de Tweede Wereldoorlog begon Martha Van Coppenolle zich te wijden aan andere artistieke media, zoals aquarellen, zijdeschilderen, modelleren met keramiek, geboortekaartjes en ex-libris. Ze volgde een cursus glaskunst aan de Stedelijke Academie voor Schone Kunsten in Berchem. Daarna produceerde ze kleurrijke en hoogwaardige glas-in-loodramen. Ze maakte enkele kortfilms op 8 en 16 mm die medailles kregen in de SCM Small Film Club in Mortsel.

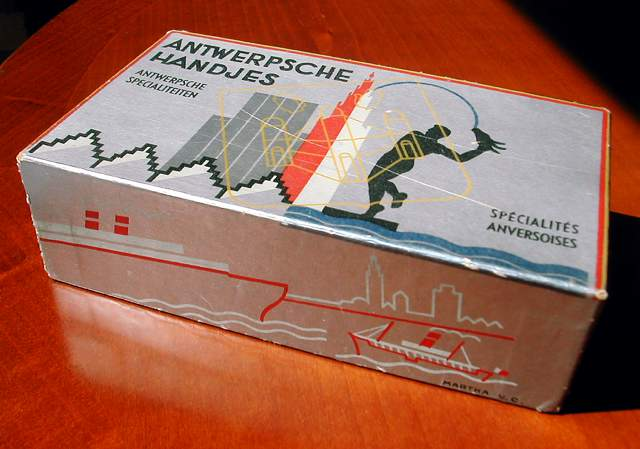
Verpakking voor ‘Antwerpse Handjes’ ontworpen door Martha Van Coppenolle (jaren 1930)

Het archief van Martha van Coppenolle (bestaande uit tekeningen en ontwerpen) wordt bewaard in de collectie van het Antwerpse Letterenhuis.